# 馬來田站
馬來田站（日语：／ Makuta eki */?）是位於千葉縣木更津市真里107號，東日本旅客鐵道（JR東日本）的久留里線車站。

## 歷史
- 1912年（大正元年）12月28日：千葉縣營鐵道（日语：千葉県営鉄道）久留里線車站啟用[2]。
- 1923年（大正12年）9月1日：路線被國有化[2]。
- 1987年（昭和62年）4月1日：伴隨國鐵分割民營化，車站由東日本旅客鐵道（JR東日本）營運[2]。
- 1995年（平成7年）
  - 3月1日：車站月台變為單線月台[1]。
  - 6月1日：整日成為無人車站。
  - 8月1日：成為簡易委託車站[3][4]。
- 2009年（平成21年）3月14日：此站編入至東京近郊區間[5]。

## 車站構造

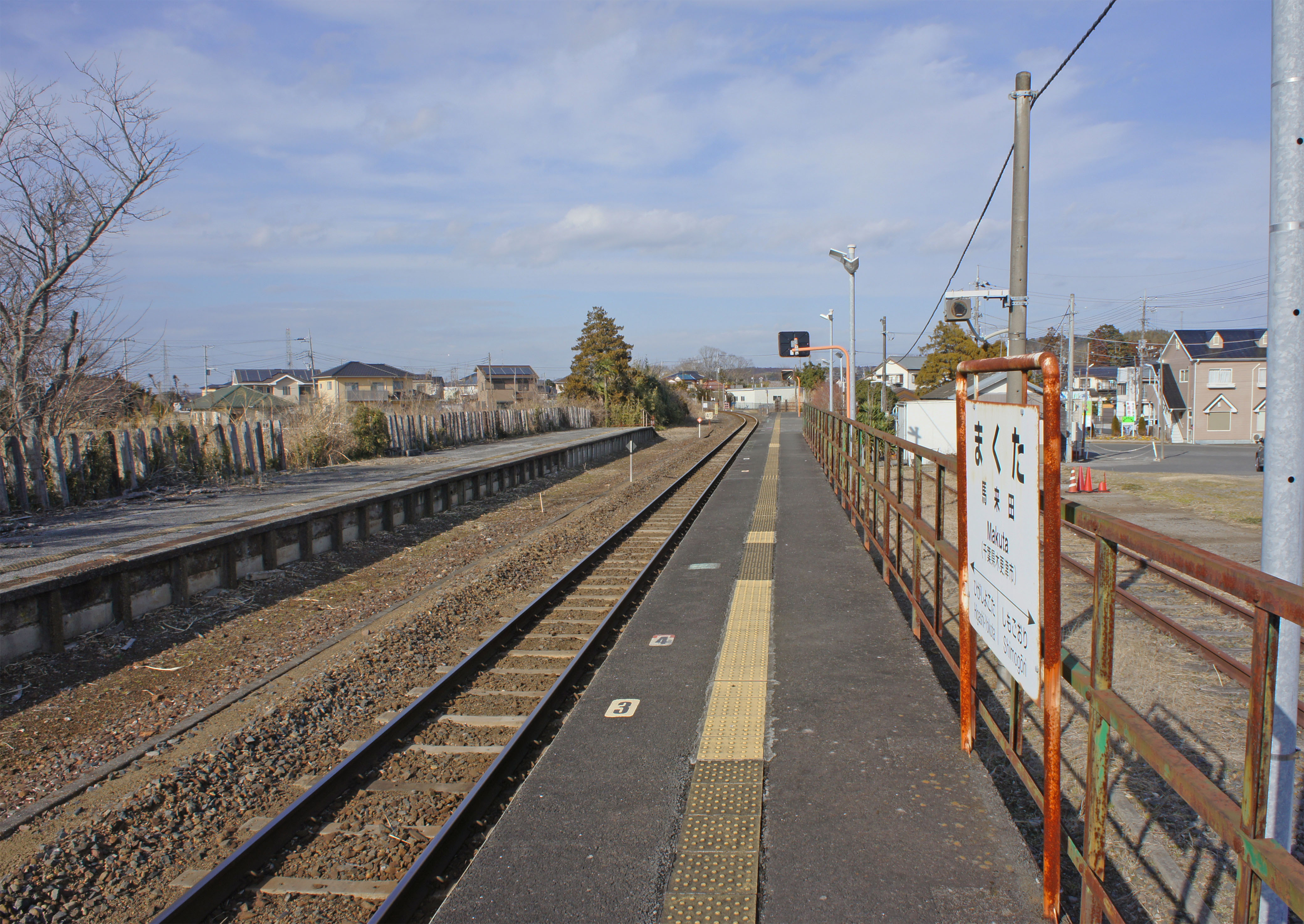
月台（2022年1月）

此站是地面車站，設有1面1線的單式月台。月台可容納5卡車廂。曾經此站設有2面2線的相對式月台，當時可進行列車交會。
月台高於車站大樓，在車站大樓與月台之間設有斜道。在月台上設有候車室。
此站是由久留里站管理的簡易委託車站，委托了義工團體「馬來田站志願者」負責車站業務（櫃臺營業時間：除了星期三外的平日 8:15 - 11:15）。在1995年（平成7年）5月前，此站是直營車站，當時設有2人當值。車站大樓側設有廁所，為男女分開的廁所，設有無障礙設施。曾經此站設有簡易廁所，後來被新的和風外觀廁所取代。

### IT稻草人
在2007年（平成19年）4月24日至5月24日，此站試用使用GPS的在線確認系統（IT稻草人）。列車司機攜帶設有GPS功能的裝置，用作確認列車位置，當其他車站停站或出發時，此站會廣播相關資訊。現在已經不再使用。

## 使用狀況
在2019年（令和元年）度1日平均乘車人次為191人，以下為乘車人次變化列表：
| 乘車人次變化       | 乘車人次變化     | 乘車人次變化 |
| 年度               | 1日平均 乘車人次 | 參考資料     |
| ------------------ | ---------------- | ------------ |
| 1990年（平成02年） | 566              | [ * 1 ]      |
| 1991年（平成03年） | 541              | [ * 2 ]      |
| 1992年（平成04年） | 562              | [ * 3 ]      |
| 1993年（平成05年） | 545              | [ * 4 ]      |
| 1994年（平成06年） | 548              | [ * 5 ]      |
| 1995年（平成07年） | 510              | [ * 6 ]      |
| 1996年（平成08年） | 498              | [ * 7 ]      |
| 1997年（平成09年） | 471              | [ * 8 ]      |
| 1998年（平成10年） | 477              | [ * 9 ]      |
| 1999年（平成11年） | 449              | [ * 10 ]     |
| 2000年（平成12年） | 421              | [ * 11 ]     |
| 2001年（平成13年） | 399              | [ * 12 ]     |
| 2002年（平成14年） | 372              | [ * 13 ]     |
| 2003年（平成15年） | 368              | [ * 14 ]     |
| 2004年（平成16年） | 341              | [ * 15 ]     |
| 2005年（平成17年） | 319              | [ * 16 ]     |
| 2006年（平成18年） | 320              | [ * 17 ]     |
| 2007年（平成19年） | 315              | [ * 18 ]     |
| 2008年（平成20年） | 310              | [ * 19 ]     |
| 2009年（平成21年） | 301              | [ * 20 ]     |
| 2010年（平成22年） | 282              | [ * 21 ]     |
| 2011年（平成23年） | 272              | [ * 22 ]     |
| 2012年（平成24年） | 281              | [ * 23 ]     |
| 2013年（平成25年） | 256              | [ * 24 ]     |
| 2014年（平成26年） | 236              | [ * 25 ]     |
| 2015年（平成27年） | 223              | [ * 26 ]     |
| 2016年（平成28年） | 216              | [ * 27 ]     |
| 2017年（平成29年） | 212              | [ * 28 ]     |
| 2018年（平成30年） | 201              | [ * 29 ]     |
| 2019年（令和元年） | 191              |              |

## 車站周邊

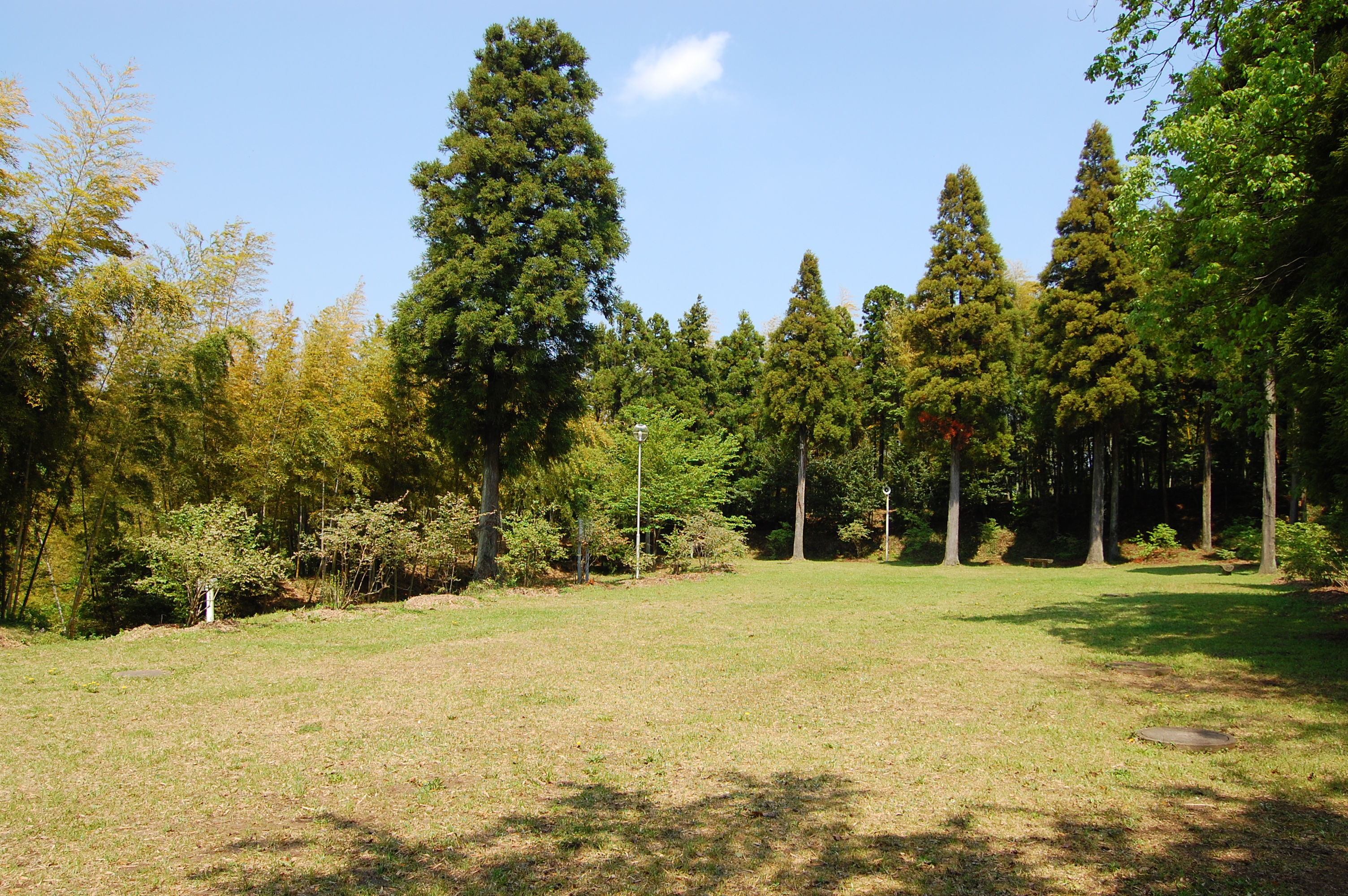
真里谷城本丸蹟「千疊敷」

- 首都圈中央聯絡自動車道（木更津東交流道） - 最近的車站是下郡站。
- 國道410號（日语：国道410号）
- 千葉縣道24號千葉鴨川線（日语：千葉県道24号千葉鴨川線）
- 千葉縣道167號馬來田停車場中川線（日语：千葉県道167号馬来田停車場中川線）
- 千葉縣道168號鶴舞馬來田停車場線（日语：千葉県道168号鶴舞馬来田停車場線）
  - 木更津市政廳富來田出張所
- 木更津市消防總部（日语：木更津市消防本部）富來田分署
- 富來田公民館
- 富來田郵局
- 木更津市立富來田中學（日语：木更津市立富来田中学校）
- 木更津市立富來田小學
- 真里谷城（日语：真里谷城）城蹟
- 武田川大波斯菊路（步行路線，距離此站步程約15分鐘）：當當地居民等志願者維護。沿小川旁種植了大波斯菊和菜之花（日语：アブラナ）等時令花朵。在開花季節，會有觀光客和當地居民前往此站[8]。
- 道之驛木更津 富來田之里（日语：道の駅木更津 うまくたの里） - 最近的車站是下郡站。

## 巴士路線
| 乘車處     | 系統             | 主要途經                               | 目的地         | 巴士公司              | 備註 |
| ---------- | ---------------- | -------------------------------------- | -------------- | --------------------- | ---- |
| 馬來田站前 | Ka花生號         | 高谷、瀧澤團地、蘇我站、縣廳           | 千葉站         | 日東交通 千葉中央巴士 |      |
| 馬來田站前 | Ka花生號         | 久留里站前、龜山、藤林大橋、安房鴨川站 | 龜田醫院       | 日東交通 千葉中央巴士 |      |
| 馬來田站前 | 馬來田線         | 高谷、東橫田、清川站前                 | 木更津站東出口 | 日東交通              |      |
| 馬來田站前 | 姊崎、櫻台團地線 | 高谷、瀧澤團地、有秋台入口             | 姊崎站         | 日東交通              |      |
| 馬來田站前 |                  |                                        | 茅野           | 日東交通              |      |

## 相鄰車站
東日本旅客鐵道（JR東日本）
■久留里線
東橫田－馬來田－下郡

## 注腳

### 使用狀況
1. ↑  千葉縣統計年鑑 （页面存档备份，存于）（日語） - 千葉縣
2. ↑  木更津市統計書 （页面存档备份，存于）（日語） - 木更津市

JR東日本2000年度以後的乘車人次
1. ↑  各駅の乗車人員（2000年度） （页面存档备份，存于）（日語） - JR東日本
2. ↑  各駅の乗車人員（2001年度） （页面存档备份，存于）（日語） - JR東日本
3. ↑  各駅の乗車人員（2002年度） （页面存档备份，存于）（日語） - JR東日本
4. ↑  各駅の乗車人員（2003年度） （页面存档备份，存于）（日語） - JR東日本
5. ↑  各駅の乗車人員（2004年度） （页面存档备份，存于）（日語） - JR東日本
6. ↑  各駅の乗車人員（2005年度） （页面存档备份，存于）（日語） - JR東日本
7. ↑  各駅の乗車人員（2006年度） （页面存档备份，存于）（日語） - JR東日本
8. ↑  各駅の乗車人員（2007年度） （页面存档备份，存于）（日語） - JR東日本
9. ↑  各駅の乗車人員（2008年度） （页面存档备份，存于）（日語） - JR東日本
10. ↑  各駅の乗車人員（2009年度） （页面存档备份，存于）（日語） - JR東日本
11. ↑  各駅の乗車人員（2010年度） （页面存档备份，存于）（日語） - JR東日本
12. ↑  各駅の乗車人員（2011年度） （页面存档备份，存于）（日語） - JR東日本
13. ↑  各駅の乗車人員（2012年度） （页面存档备份，存于）（日語） - JR東日本
14. ↑  各駅の乗車人員（2013年度） （页面存档备份，存于）（日語） - JR東日本
15. ↑  各駅の乗車人員（2014年度） （页面存档备份，存于）（日語） - JR東日本
16. ↑  各駅の乗車人員（2015年度） （页面存档备份，存于）（日語） - JR東日本
17. ↑  各駅の乗車人員（2016年度） （页面存档备份，存于）（日語） - JR東日本
18. ↑  各駅の乗車人員（2017年度） （页面存档备份，存于）（日語） - JR東日本
19. ↑  各駅の乗車人員（2018年度） （页面存档备份，存于）（日語） - JR東日本
20. ↑  各駅の乗車人員（2019年度） （页面存档备份，存于）（日語） - JR東日本

千葉縣統計年鑑
1. ↑  千葉縣統計年鑑（平成3年） （页面存档备份，存于）（日語）
2. ↑  千葉縣統計年鑑（平成4年） （页面存档备份，存于）（日語）
3. ↑  千葉縣統計年鑑（平成5年） （页面存档备份，存于）（日語）
4. ↑  千葉縣統計年鑑（平成6年） （页面存档备份，存于）（日語）
5. ↑  千葉縣統計年鑑（平成7年） （页面存档备份，存于）（日語）
6. ↑  千葉縣統計年鑑（平成8年） （页面存档备份，存于）（日語）
7. ↑  千葉縣統計年鑑（平成9年） （页面存档备份，存于）（日語）
8. ↑  千葉縣統計年鑑（平成10年） （页面存档备份，存于）（日語）
9. ↑  千葉縣統計年鑑（平成11年） （页面存档备份，存于）（日語）
10. ↑  千葉縣統計年鑑（平成12年） （页面存档备份，存于）（日語）
11. ↑  千葉縣統計年鑑（平成13年） （页面存档备份，存于）（日語）
12. ↑  千葉縣統計年鑑（平成14年） （页面存档备份，存于）（日語）
13. ↑  千葉縣統計年鑑（平成15年） （页面存档备份，存于）（日語）
14. ↑  千葉縣統計年鑑（平成16年） （页面存档备份，存于）（日語）
15. ↑  千葉縣統計年鑑（平成17年） （页面存档备份，存于）（日語）
16. ↑  千葉縣統計年鑑（平成18年） （页面存档备份，存于）（日語）
17. ↑  千葉縣統計年鑑（平成19年） （页面存档备份，存于）（日語）
18. ↑  千葉縣統計年鑑（平成20年） （页面存档备份，存于）（日語）
19. ↑  千葉縣統計年鑑（平成21年） （页面存档备份，存于）（日語）
20. ↑  千葉縣統計年鑑（平成22年） （页面存档备份，存于）（日語）
21. ↑  千葉縣統計年鑑（平成23年） （页面存档备份，存于）（日語）
22. ↑  千葉縣統計年鑑（平成24年） （页面存档备份，存于）（日語）
23. ↑  千葉縣統計年鑑（平成25年） （页面存档备份，存于）（日語）
24. ↑  千葉縣統計年鑑（平成26年） （页面存档备份，存于）（日語）
25. ↑  千葉縣統計年鑑（平成27年） （页面存档备份，存于）（日語）
26. ↑  千葉縣統計年鑑（平成28年） （页面存档备份，存于）（日語）
27. ↑  千葉縣統計年鑑（平成29年） （页面存档备份，存于）（日語）
28. ↑  千葉縣統計年鑑（平成30年） （页面存档备份，存于）（日語）
29. ↑  千葉縣統計年鑑（令和元年） （页面存档备份，存于）（日語）

## 外部連結
- 車站資訊（馬來田）：東日本旅客鐵道（日語）